# Доња Мезија
Доња Мезија (лат. Moesia Inferior) је била римска провинција образована 85—86. године. Дачки краљ Мурас наређује његовим трупама да нападну римску провинцију Мезију, али не успевају у томе, након чега цар Домицијан лично долази у провинцију и реорганизује је. Једна од тачака реорганизације је била и подела провинције, тако да дели Мезију на две провинције — Горњу и Доњу. Граница међу две новообразоване провинцији је била река Cebrus, данашња Цибрица. Територија провинције је обухватала данашњу северну Бугарску (без Видинске области) са Добруџом и део Украјине.
Главни глад провинције је био Дуросторум (Durostorum) данашња Силистра.
Важнији римски градови у Доњој Мезији били су:
- Tomis (Констанца)
- Улпија Ескус (Гиген)
- Нове (Свиштов)
- Durostorum (Силистра)
- Nicopolis ad Haemum
- Никополис ад Иструм
- Марцијанополис (Девња)
- Istros
- Callatis (Мангалија)
- Одесос (Варна)

Диоклецијан је касније поделио Доњу Мезију на Мезију Секунду (западни део) и Малу Скитију.